# Jerovšek
Jerovšek je priimek v Sloveniji, ki ga je po podatkih Statističnega urada Republike Slovenije na dan 1. januarja 2010 uporabljalo 178 oseb.

## Znani nosilci priimka
- Anton Jerovšek (1874—1932), duhovnik, cerkveni pravnik in politik
- Dada Jerovšek, gostinska podjetnica (Kaval Group)
- Franc Jerovšek (1854—1937), šolnik, jezikoslovec, prevajalec
- Ivana Jerovšek (1885—1919), prevarantka znana kot Vodiška Johanca
- Janez Jerovšek (1929—2023), sociolog, univ. profesor, publicist
- Jožef Jerovšek (*1950), inženir kemije in politik (poslanec)
- Matjaž Jerovšek, poslovnež
- Tone Jerovšek (*1941), pravnik, ustavni sodnik in politik